# Dohoda o reparacích mezi Izraelem a Západním Německem

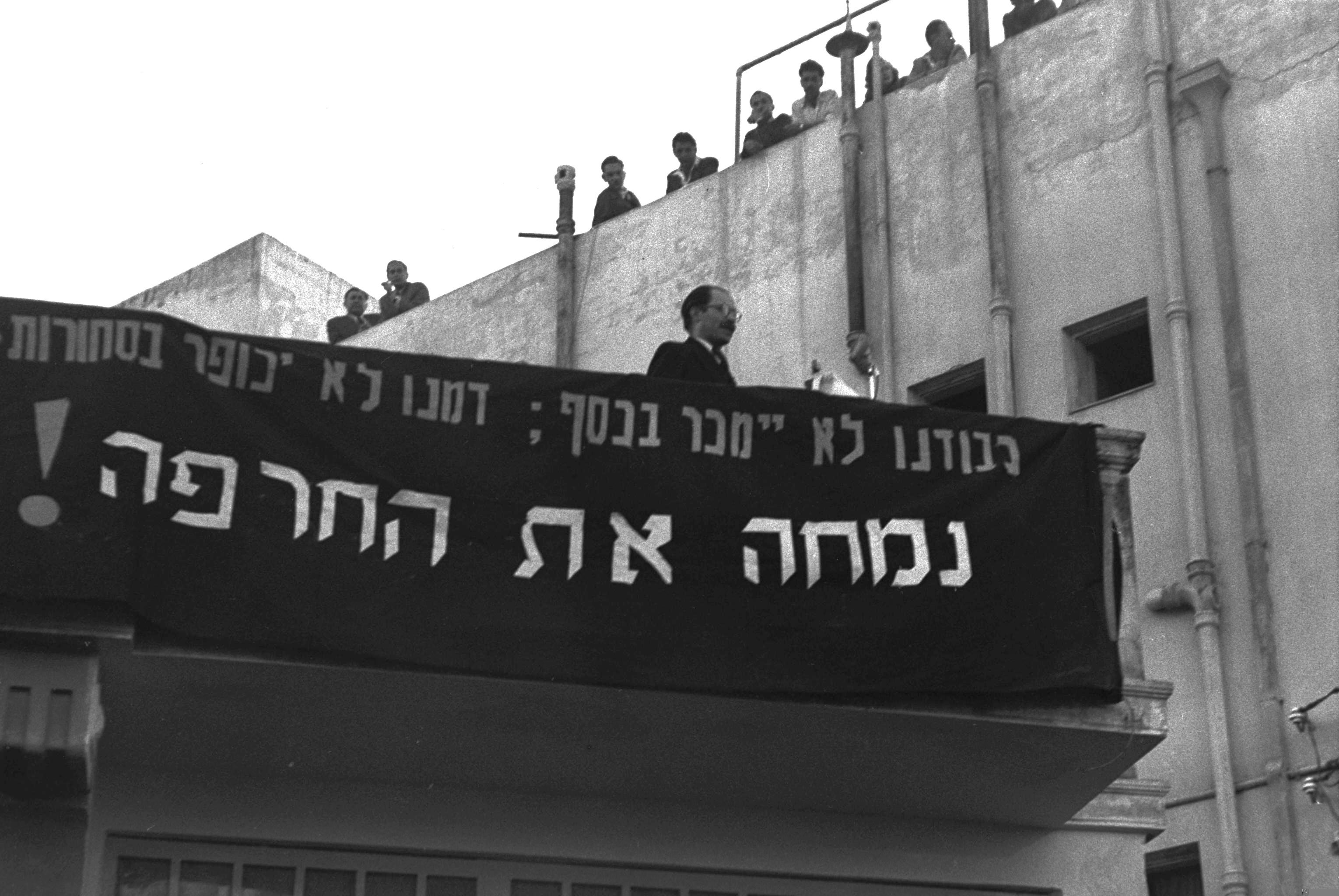
Menachem Begin protestuje proti dohodě z března 1952. Na transparentu je uvedeno: „Naše čest nesmí být prodána za peníze; Naše krev nesmí být odčiněna zbožím. Odstraňme hanbu!“.

Dohody o reparacích (hebrejsky: הסכם השילומים, Heskem ha-Šelomim), či Lucemburské dohody (německy: Luxemburger Abkommen), byly dohody o finančních reparacích uzavřeny mezi Izraelem a Spolkovou republikou Německo podepsané 10. září 1952, které vstoupily v platnost 27. března 1953. Podle této dohody Západní Německo zaplatilo Izraeli za otrockou práci a perzekuci Židů během holocaustu a kompenzovalo židovský majetek ukradený nacisty.

## Pozadí

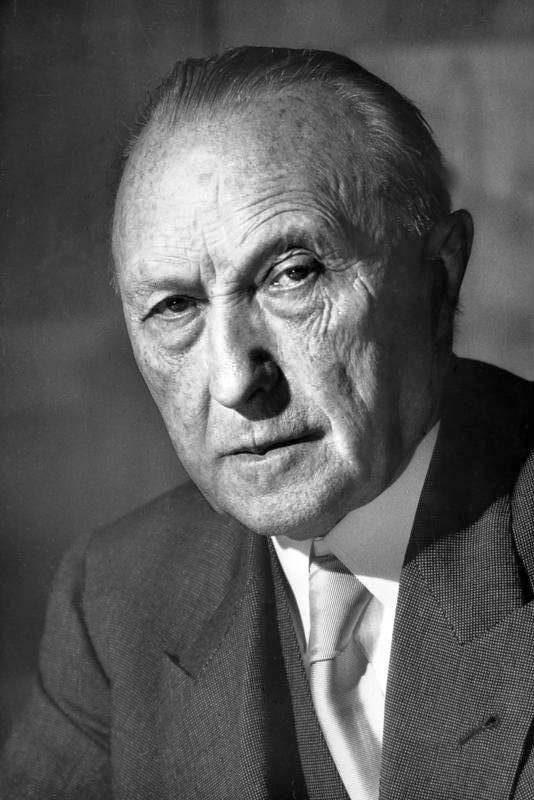
Západoněmecký kancléř Konrad Adenauer, 23. června 1952.

### Nároková konference
V reakci na výzvy židovských organizací a Izraele pronesl v září 1951 západoněmecký spolkový kancléř Konrad Adenauer ve svém projevu před parlamentem: „Jménem německého lidu byly spáchány nepopsatelné zločiny, které volají po morálním a hmotném odškodnění (…) federální vláda je připravena, společně se zástupci židovstva a Státu Izrael (…) najít řešení problému hmotného odškodnění, což usnadní cestu k duchovnímu řešení nekonečného utrpení.“
O měsíc později svolal místopředseda Židovské agentury a prezident Světového židovského kongresu Nachum Goldman setkání 23 hlavních židovských národních a mezinárodních organizací v New Yorku. Hlavním bodem setkání byla diskuse o hmotných požadavcích vůči Německu, a proto se organizace vzešlá z tohoto setkání označuje jako Konference o židovských hmotných nárocích vůči Německu. „Konference o nárocích má za úkol jednat s německou vládou o programu odškodnění za hmotnou ztrátu židovským jednotlivcům a židovskému lidu způsobenou Německem během holocaustu.“

### Izraelské dilema
Po holocaustu byly izraelské vztahy s Německem velmi napjaté. Záměrem Izraele bylo absorbovat zbylé evropské židovstvo. Zároveň se zotavoval z války za nezávislost a čelil hluboké ekonomické krizi, která vedla k politice úspor. Míra nezaměstnanosti byla velmi vysoká (zejména v uprchlických táborech ma'abarot‎) a státní rezervy v podobě zahraničních měn byly vzácné. David Ben Gurion a jeho strana Mapaj zaujali praktický postoj a argumentovali, že přijetí dohody je jediný způsob, jak udržet národní ekonomiku.

## Jednání
Na nejvyšší úrovni byla jednání vedena mezi izraelským ministrem zahraničních věcí Moše Šaretem a západoněmeckým spolkovým kancléřem Konradem Adenaurem.
V roce 1951 vznesly izraelské úřady požadavek ke čtyřem okupačním mocnostem poválečného Německa, týkající se odškodnění a náhrad, založených na skutečnosti, že Izrael absorboval a přesídlil 500 tisíc přeživších holocaustu. Úřady spočítaly, že celková částka zahrnující absorpci a přesídlení jednotlivce činí 3000 dolarů, a že tedy Německo dluží Izraeli 1,5 miliardy dolarů. Vypočítali rovněž, že nacisté uloupili židovský majetek v hodnotě šesti miliard dolarů, avšak zdůraznili, že Němci nemohou nikdy vynahradit to, co provedli, jakýmkoli druhem hmotného odškodnění. Jednání vedoucí k uzavření dohody o reparacích mezi Izraelem a Západním Německem začala v březnu 1952 a byla vedena zástupci vlády Spolkové republiky, izraelské vlády a zástupci Světového židovského kongresu, který vedl Dr. Goldmann. Tato jednání vedla v Izraeli k hořké kontroverzi, když koaliční vláda v čele s Davidem Ben Gurionem uvedla, že reparace jsou nezbytné k obnově toho, co bylo odcizeno obětem holocaustu.

## Odpor
Veřejná debata patřila mezi nejzuřivější v izraelských dějinách. Odpor proti dohodě přicházel jak z pravé (Cherut a Všeobecní sionisté), tak z levé (Mapam) části izraelského politického spektra; oba tábory argumentovaly tím, že přijetí reparací by znamenalo odpuštění nacistům za jejich zločiny.
Například poslanec Ja'akov Chazan za stranu Mapam prohlásil 5. listopadu 1951 v Knesetu následující: „Nacismus v Německu opět vystrkuje svou odpornou hlavu a naši takzvaní Západní ‚přátelé‘ tento nacismus živí; křísí nacistické Německo. (…) Naše armáda, Izraelské obranné síly, bude ve stejném spolku s nacistickou armádou a nacisté se tu začnou infiltrovat ne, jako naši nejhroznější nepřátelé, ale spíše jako naši spojenci.“
Na zasedání parlamentního výboru zahraničních věcí a obrany ze září 1952 zase poslanec Jicchak Ben Aharon za tutéž stranu uvedl: „Nepředpokládám, že existují lidé, kteří věří, že Německo v průběhu dvanácti let zaplatí celkovou částku tří miliard marek, a že toto není pouze prázdný slib. (…) Izraelská vláda nezíská nic jiného než kus papíru, zmiňující tři miliardy marek. A to vše je určeno pouze ke klamání veřejnosti a tvrzení, že toho vláda dosáhla.“

### Shromáždění
Z důvodu očekávané diskuse v Knesetu ze dne 7. ledna 1952, byly všechny přístupové silnice zablokovány. Kolem budovy Knesetu byly rozestavěny silniční zátarasy a drátěné ploty a armáda byla v pohotovosti, pro případ potlačení nepokojů. Shromáždění svolané odpůrci dohody čítalo na 15 tisíc lidí a následné nepokoje byly nejvýznamnějším pokusem v izraelských dějinách změnit demokraticky přijaté rozhodnutí izraelského parlamentu. Rozhodnutí bylo nakonec přijato rozdílem 61 pro, 50 proti, avšak až po narušení jednání pléna nepokoji, což se stalo poprvé v izraelských dějinách.
Po vášnivém a dramatickém projevu vedl předseda strany Cherut Menachem Begin protestující směrem ke Knesetu. Demonstrace nabrala násilný charakter a protestující začali do oken budovy házet kameny, načež policie použila k jejich rozehnání síly. Po pěti hodinách nepokojů policie získala kontrolu za použití vodních hadic a slzného plynu. Stovky protestujících byly zatčeny a zhruba 200 protestujících a 140 policistů bylo zraněno.

### Další protesty
Schválení dohody však neznamenalo konec protestů a odporu. V říjnu 1952 byl zatčen Dov Šilansky, který se snažil dostat na ministerstvo zahraničních věcí s balíčkem dynamitu. Během soudního procesu byl obviněn ze členství v podzemní skupině stavící se proti reparační dohodě a byl odsouzen na 21 měsíců odnětí svobody. Západoněmeckému kancléři Adenauerovi a dalším osobám bylo zasláno několik dopisových bomb, z nichž jedna zabila ženistu, který ji převzal.

## Implementace

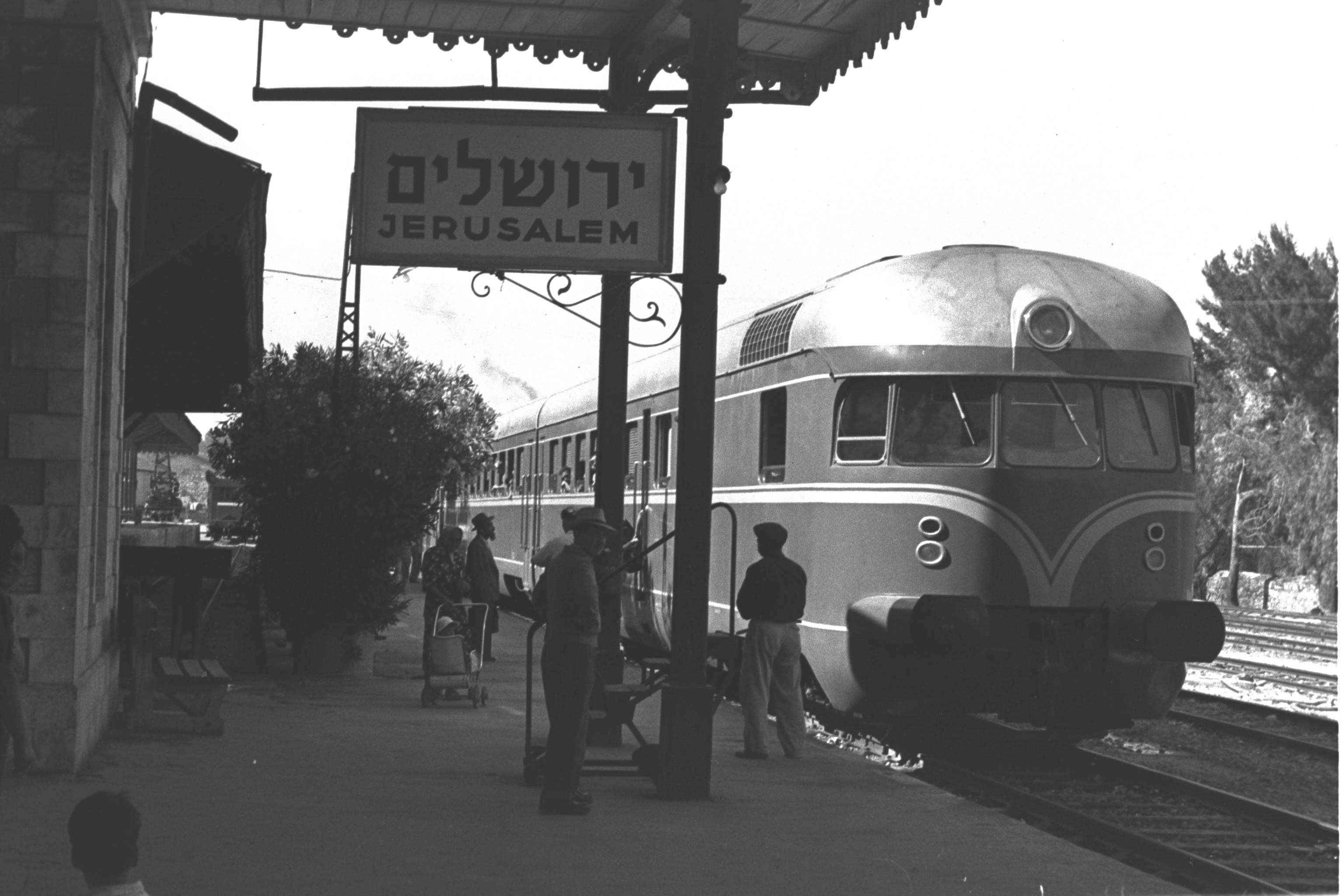
Motorový vůz vyrobený společností Maschinenfabrik Esslingen na staré vlakové zastávce v Jeruzalémě, krátce po svém dodání, jakožto součást dohody o reparacích s Německem.

Navzdory protestům byla dohoda v září téhož roku podepsána a Západní Německo vyplatilo Izraeli v následujících čtrnácti letech sumu čítající 3 miliard marek; 450 milionů marek bylo dále zaplaceno Světovému židovskému kongresu. Německo tak platilo Izraeli jakožto dědici obětí, jejichž rodiny nepřežily. Peníze byly investovány do izraelské infrastruktury a sehrály významnou roli v založení ekonomiky nového státu. Samotné reparace se staly rozhodující součástí příjmů izraelského státního rozpočtu (například v roce 1956 tvořily 87,5 % příjmové části rozpočtu)..
Jad Vašem uvádí, že „v 90. letech začali Židé nárokovat majetek ukradený ve východní Evropě. Četné skupiny rovněž začaly pátrat, co se stalo s penězi uloženými ve švýcarských bankách Židy žijícími mimo Švýcarsko, jenž později zahynuli během holocaustu, a co se stalo s penězi uloženými nacisty na účtech švýcarských bank. Kromě toho začaly skupiny přeživších holocaustu vyvíjet nátlak na jednotlivé společnosti (mnohé z nich v Německu), aby odškodnily pozůstalé, kteří v těchto společnostech byli nuceně nasazeni. Mezi tyto společnosti patří: Deutsche Bank AG, Siemens AG, Bayerische Motoren Werke AG (BMW), Volkswagen AG a Adam Opel GmbH. V reakci na to, oznámila německá vláda na počátku roku 1999 vytvoření zvláštního fondu s penězi od těchto společností, které budou poskytovány potřebným přeživším holocaustu. Podobný fond založili Švýcaři a Maďaři pro odškodnění obětí holocaustu a jejich pozůstalých. Na konci 90. let proběhla diskuse týkající se pojišťovacích společností, které ještě před válkou pojistily Židy, kteří následně zahynuli během holocaustu. Mezi tyto pojišťovací společnosti patřily: Allianz, AXA, Assicurazioni Generali, Zürich Financial Services Group, Winterhur a Baloise Insurance Group.“ S pomocí informací o obětech holocaustu poskytnutých památníkem Jad Vašem, vznikla mezinárodní komise pod vedením bývalého amerického ministra zahraničních věcí Lawrence Eagleburgera, která se pokoušela zjistit jména těch, kteří byli pojištěni a zahynuli během holocaustu. Za účelem organizace těchto snah vznikla Světová židovská restituční organizace (anglicky: World Jewish Restitution Organization). V letech 1998 a 1999 pak americká komise Foreign Claims Settlement dosáhla dohody s německou vládou o kompenzaci přeživších holocaustu, kteří po válce emigrovali do Spojených států.